# República Popular de Nueva Democracia
La República Popular de Nueva Democracia o República Popular del Perú fue un proyecto de nuevo Estado diseñado por el Partido Comunista del Perú-Sendero Luminoso (PCP-SL) para reemplazar el Estado peruano. 
Su objetivo era establecer un Estado socialista de naturaleza marxista, y su líder era Abimael Guzmán, conocido como «Presidente Gonzalo», también líder del Partido y de su rama militar, el  Ejército Guerrillero Popular.

## Historia

### Origen
El proyecto empezó a formalizarse en 1983 cuando Sendero Luminoso realizó su "Comité Central Ampliado" en donde se estableció la formación de un comité organizador de la República Popular de Nueva Democracia. Según consta en los documentos de Sendero Luminoso recogidos por la Comisión de la Verdad y la Reconciliación:

A partir de allí hemos seguido la lucha entre el restablecimiento del viejo Poder por el enemigo y el contrarrestablecimiento del nuevo Poder, aplicando la defensa, desarrollo y construcción.

Así, el nuevo Poder atravesando el baño de sangre se desarrolla, los Comités Populares se están templando en duro combate contra el enemigo regándose con la sangre de las masas campesinas, de los combatientes y de los militantes.

#### Los tres instrumentos de la Revolución
Para Sendero Luminoso, la construcción de esta forma de Estado se lograba mediante los tres instrumentos de la Revolución: «El Partido que es la forma principal de organización, el ejército, y el Frente, que es el tercer instrumento. Todos estos tres instrumentos son para tomar el poder».

## Puesta en práctica
Mientras las acciones de Sendero Luminoso estaban en marcha la República Popular de Nueva Democracia era consideraba "en formación". Las autoridades de las llamadas "zonas liberadas" (ocupadas por Sendero Luminoso) eran reemplazadas por "comités populares" y asesinados por los senderistas u obligados a renunciar bajo amenazas de muerte. Los "comités populares" de un área formaban una base de apoyo y el conjunto de estas formaban la "República Popular de la Nueva Democracia en formación".
Aunque en un principios los pobladores de las "zonas liberadas" vieron con simpatía el proyecto, pronto empezó a surgir discrepancias:

Ellos se comportaron, al inicio, de maravilla, pero no pasó ni tres meses creo, empezaron a sujetarnos y no podíamos ni movilizarnos, ni irnos a Ayacucho siquiera, ni a Vinchos, ni a visitar a nuestra familia. Tampoco querían que vengan de otros sitios. Todo eso pues a uno le imposibilita la vida, los campesinos somos libres y a cualquier sitio nos movilizamos y eso es lo que les ha dolido a los demás.

El creciente autoritarismo de los senderistas provocaría rebeliones contra el control del Partido. Se produjeron revueltas en Sacsamarca, Huancasancos y Lucanamarca donde los comuneros dieron muerte a los líderes senderistas del lugar. Estas revueltas provocaron respuestas violentas de los senderistas contra los pobladores. Por otro lado, la formación de comités de autodefensa y el despliegue de las fuerzas armadas hizo que el control de los senderistas se hiciera más fuerte sobre la población bajo su dominio.
Aunque se proyectaba que para 1998 - 1999 la "República Popular de Nueva Democracia" se terminaría de consolidar con la conquista del poder, tras la captura de Abimael Guzmán la construcción de la República Popular de la Nueva Democracia colapsaría.